# Angelina Grimké Weld
Angelina Grimké Weld, född 20 februari 1805 i Charleston, South Carolina, död 26 oktober 1879 i Hyde Park i Boston, Massachusetts, var en amerikansk politisk och kvinnorättsaktivist som tillsammans med sin syster Sarah Moore Grimké var de enda kända vita sydstatskvinnor att engagera sig i den abolitionistiska rörelsen för avskaffandet av slaveriet i USA.

## Bakgrund
Grimké växte upp i Charleston, South Carolina yngst i en syskonskara på 14 barn och dotter till en slavägare. Som ett resultat av att ha beskådat effekterna av slaveriet på inte minst de svarta kvinnornas liv lämnade Angelina och systern Sara södern i vuxen ålder för att flytta norrut och engagera sig för avskaffandet av slaveriet 
Båda systrarna Grimké anslöt sig också till Kväkarna vilket troligtvis var av stor vikt för systrarnas självförtroende att våga tala i offentligheten då kväkarna var den enda religiösa sammanslutning där även kvinnor ansågs kapabla att predika och förutse profetior. 

## Aktivism
Angelina Grimké och hennes syster blev snart en del av The American Anti-Slavery Society där de ansågs vara en tillgång för rörelsen tack vare sina personliga erfarenheter och insikter gällande slaveriets samhälle och dessutom var både goda talare och skribenter. De blev de första kvinnliga företrädarna för slaverimotståndet och tränades precis som andra nyrekryterade talare och övades bland annat i argumentation. 
Det var i högre grad Angelina än Sara som tog sig ut i offentligheten för att tala, och inledningsvis skedde det genom salongssamtal där enbart kvinnor deltog. Snart växte publiken och både kvinnor och män kom för att lyssna till vad systrarna hade att säga. Under de sex månader som systrarna befann sig i New England genomförde de minst 88 möten i 67 städer. 

### Bevarade tal
Av Grimkés tal finns endast två bevarade som tillskrivs henne. Det första hölls i mars 1838 inför en lagstiftande kommitté i Massachusetts och det andra i maj 1838 vid invigningen av Pennsylvania Hall.
Båda dessa framfördes med vad som har liknats vid bibliska masker. I brevkorrespondens med Catharine Beecher framgår en diskussion gällande det första talet inför den lagstiftande kommittén i Massachusetts kring huruvida Grimké bör iklädda sig den bibliska karaktären Ester i sitt abolinistiska tal eller ej. Beecher menade på att en sådan liknelse enbart bör brukas ifall en står inför “death to herself and all of her nation” likt Ester gjorde, "then she may safely follow such example" . Det till trots använde sig Grimké av Esters karaktär i sitt anförande. 
I det senare talet, vilket också kom att bli hennes sista offentliga anförande, vid invigningen av Pennsylvania Hall i maj 1838 valde Grimké istället att välja en annan strategi för sitt tal än det hon hållit enbart tre månader tidigare. Den här gången kom Grimké sig att använda en mer direkt, offensiv hållning i sitt anförande. Anledningarna till detta kan vara flera. Under den tid som passerat sedan sitt tidigare tal inför den lagstiftande kommittén har Grimké nåtts av mycket hård kritik och fått en ännu större opinion än tidigare mot sig, dels på grund av sitt engagemang i antislaverirörelsen och dels för att hon som kvinna tog plats i det offentliga rummet. 
Talet vid Pennsylvania Hall blev Angelina Grimkés sista offentliga tal, och det finns dessvärre inga säkra källor kring varför. En spekulativ anledning kan vara att pressen blev för stor som en följd av det motstånd och de hot Grimké och flera andra kvinnor mötte i sin kamp mot slaveriet och för kvinnors rättigheter. 